# Východná
Východná (ungarisch Vichodna – bis 1888 Vihodna) ist eine Gemeinde in der nördlichen Mittelslowakei  mit 2226 Einwohnern (Stand 31. Dezember 2024), die zum Okres Liptovský Mikuláš, einem Teil des Žilinský kraj, gehört und in der traditionellen Landschaft Liptau (slowakisch Liptov) liegt. 

## Geographie

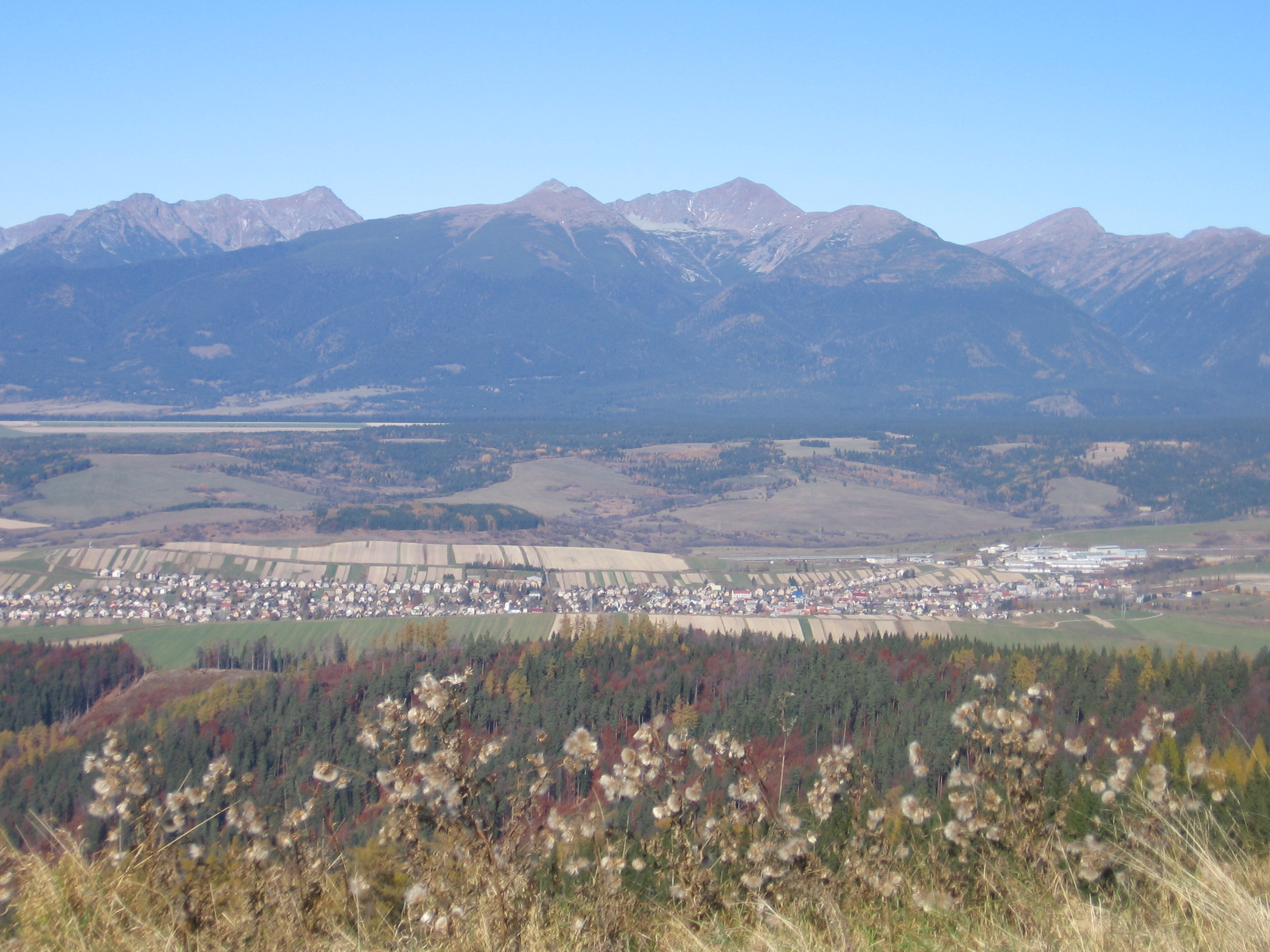
Východná vom oberen Becken des Wasserkraftwerks Čierny Váh aus gesehen, mit der Hohen Tatra im Hintergrund

Východná befindet sich im Talkessel Podtatranská kotlina (wörtlich Unter-Tatra-Kessel), genauer im östlichen Teil dessen Untereinheit Liptovská kotlina (wörtlich Liptauer Kessel). Das 193,7 km² große Gemeindegebiet gehört zu den größten der Slowakei und erstreckt sich vom Hauptkamm der Niederen Tatra im Süden über die nördlichen Vorberge sowie das Gebirge Kozie chrbty und Täler der Waag-Quellflüsse Čierny Váh und Biely Váh, über den Talkessel mit dem Hauptort am Bach Východnianka bis hin zu den westlichen Ausläufern der Hohen Tatra, wo es in einem Punkt den Berg und slowakisches Nationalsymbol Kriváň (2494 m n.m.) erreicht. Das Ortszentrum liegt auf einer Höhe von 775 m n.m. und ist 14 Kilometer von Liptovský Hrádok, 24 Kilometer von Liptovský Mikuláš sowie 33 Kilometer von Poprad entfernt (Straßenentfernung).
Zur Gemeinde gehören neben dem Hauptort auch die Orte Čierny Váh und Svarín (teilweise).
Nachbargemeinden sind Vysoké Tatry (Katastralgemeinde Štrbské Pleso) im Norden, Važec im Nordosten und Osten, Liptovská Teplička im Südosten, Heľpa und Polomka im Süden, Malužiná und Kráľova Lehota im Südwesten und Hybe im Westen und Nordwesten.

## Geschichte

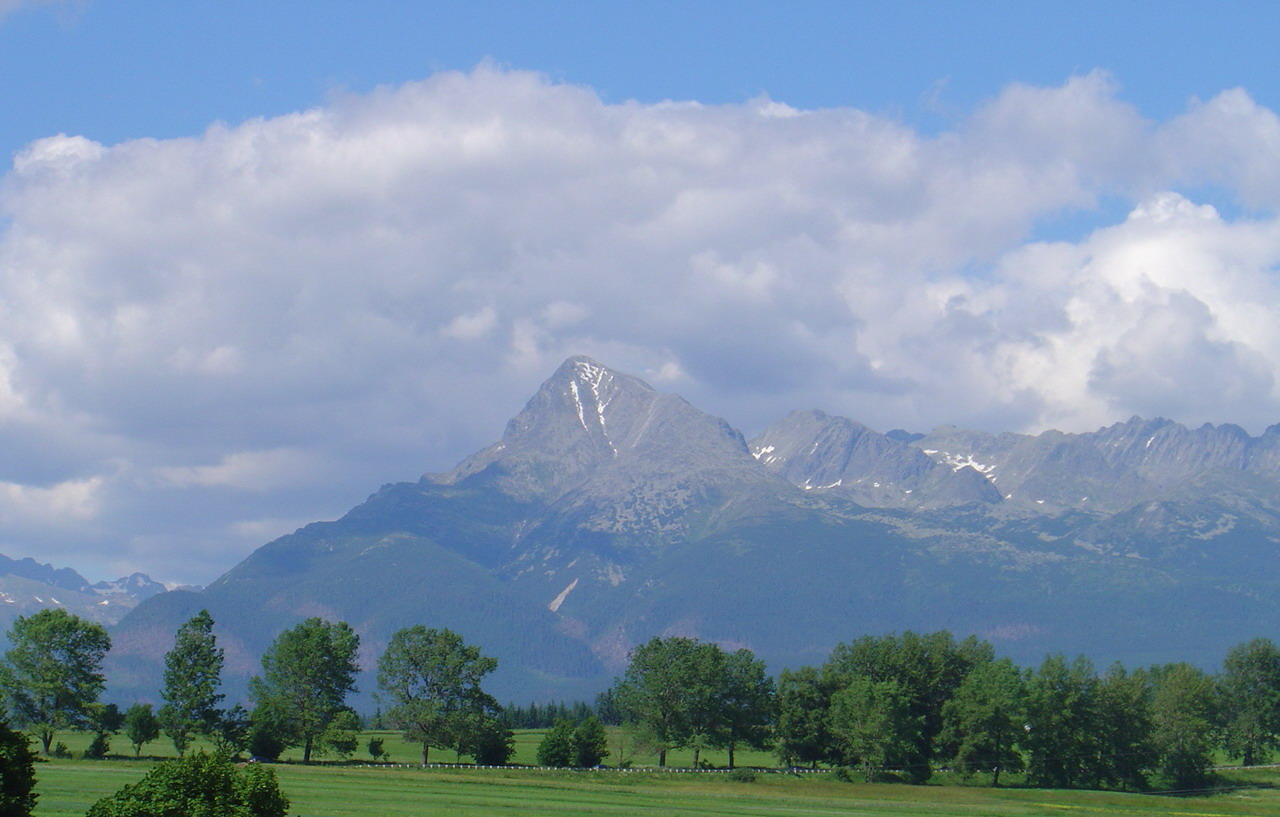
Der Kriváň von Východná

Bereits vor der Gründung des heutigen Ortes gibt es Zeichen einer vorslawischen Siedlung. Eine befestigte Stätte von einem unbekannten Volk stand auf dem Hügel Zámčisko und nahe einem alten Weg von der Liptau in die benachbarte Zips.
Východná wurde 1269 zum ersten Mal als pratum Wihadna (d. h. Wiese Wihadna) schriftlich erwähnt und lag in einer überwiegend bewaldeten Gegend, die der mittelalterliche comes Bohumír zu besiedeln erhielt. Das Gebiet war Teil des Herrschaftsgebiets von Liptovský Hrádok. Einen Bevölkerungsaufschwung erlebte der Ort während der walachischen Kolonisierung im Spätmittelalter. Wegen seiner Lage wurde Východná zum häufigen Durchzugsort für verschiedene Heere, wie 1312 für Truppen des mittelalterlichen Oligarchen Matthäus Csák, hussitische Züge im 15. Jahrhundert sowie Standesaufstände im 17. Jahrhundert. Die Kriegsereignisse führten zum Aufschwung der Räuberei: hier agierte unter anderen der slowakische Räuberführer Juraj Jánošík und die Räuber versteckten sich gerne in zahlreichen Almen. Erst nach der Niederschlagung des Rákóczi-Aufstandes im Jahr 1711 beruhigte sich die Lage. Im 17. Jahrhundert erhielt Východná ein Siegel, das einen Widder als Symbol der Almwirtschaft darstellte. Ab dem 18. Jahrhundert stand im Ort eine Poststation.
1715 gab es 43, 1720 dann 34 Steuerzahler, 1784 hatte die Ortschaft 126 Häuser und 1203 Einwohner, 1828 zählte man 177 Häuser und 1510 Einwohner, die als Hirten, Holzfäller, Viehhalter, ab dem 18. Jahrhundert auch als Fuhrleute beschäftigt waren, Frauen im Besonderen nahmen häufig Stickerei auf. Lange dominierte in der örtlichen Landwirte der Getreide- und Kohlanbau, ab dem späten 18. Jahrhundert kam der Kartoffelbau hinzu. Außerdem stellte hier man Brimsen her.
Bis 1918/ gehörte der im Komitat Liptau liegende Ort zum Königreich Ungarn und kam danach zur Ersten Tschechoslowakischen Republik. Auch in der ersten tschechoslowakischen Republik dominierten traditionelle Einnahmequellen, verbreitet waren Handwerke wie Holzschnitzerei, Korbmacherei, Stellmacherei, Stickerei und Weberei. 1921 brannte ein Großteil des Ortes nieder. Die Einwohner nahmen 1944 am Slowakischen Nationalaufstand teil. In der Zeit der Tschechoslowakei begannen die Einwohner 1953 die Tradition immer im Juli stattfindenden Folklorefestspiele.

## Bevölkerung
| Jahr                | 1994 | 2004    | 2014    | 2024    |
| ------------------- | ---- | ------- | ------- | ------- |
| Anzahl der Personen | 2352 | 2336    | 2172    | 2226    |
| Unterschied         |      | −0,68 % | −7,02 % | +2,48 % |

| Jahr                | 2023 | 2024 |
| ------------------- | ---- | ---- |
| Anzahl der Personen | 2226 | 2226 |
| Unterschied         |      | +0 % |

Gemäß der Volkszählung 2011 wohnten in Východná 2180 Einwohner, davon 2002 Slowaken, 83 Roma, drei Magyaren, fünf Tschechen sowie jeweils ein Mährer und Pole. Zwei Einwohner gaben eine andere Ethnie an und 83 Einwohner machten keine Angabe zur Ethnie.
1290 Einwohner bekannten sich zur Evangelischen Kirche A. B., 592 Einwohner zur römisch-katholischen Kirche, 12 Einwohner zu den Siebenten-Tags-Adventisten, sieben Einwohner zu den Zeugen Jehovas, fünf Einwohner zur griechisch-katholischen Kirche, jeweils vier Einwohner zu den christlichen Gemeinde und zur evangelisch-methodistischen Kirche. 30 Einwohner bekannten sich zu einer anderen Konfession, 101 Einwohner waren konfessionslos und bei 135 Einwohnern wurde die Konfession nicht ermittelt.

## Bauwerke und Denkmäler

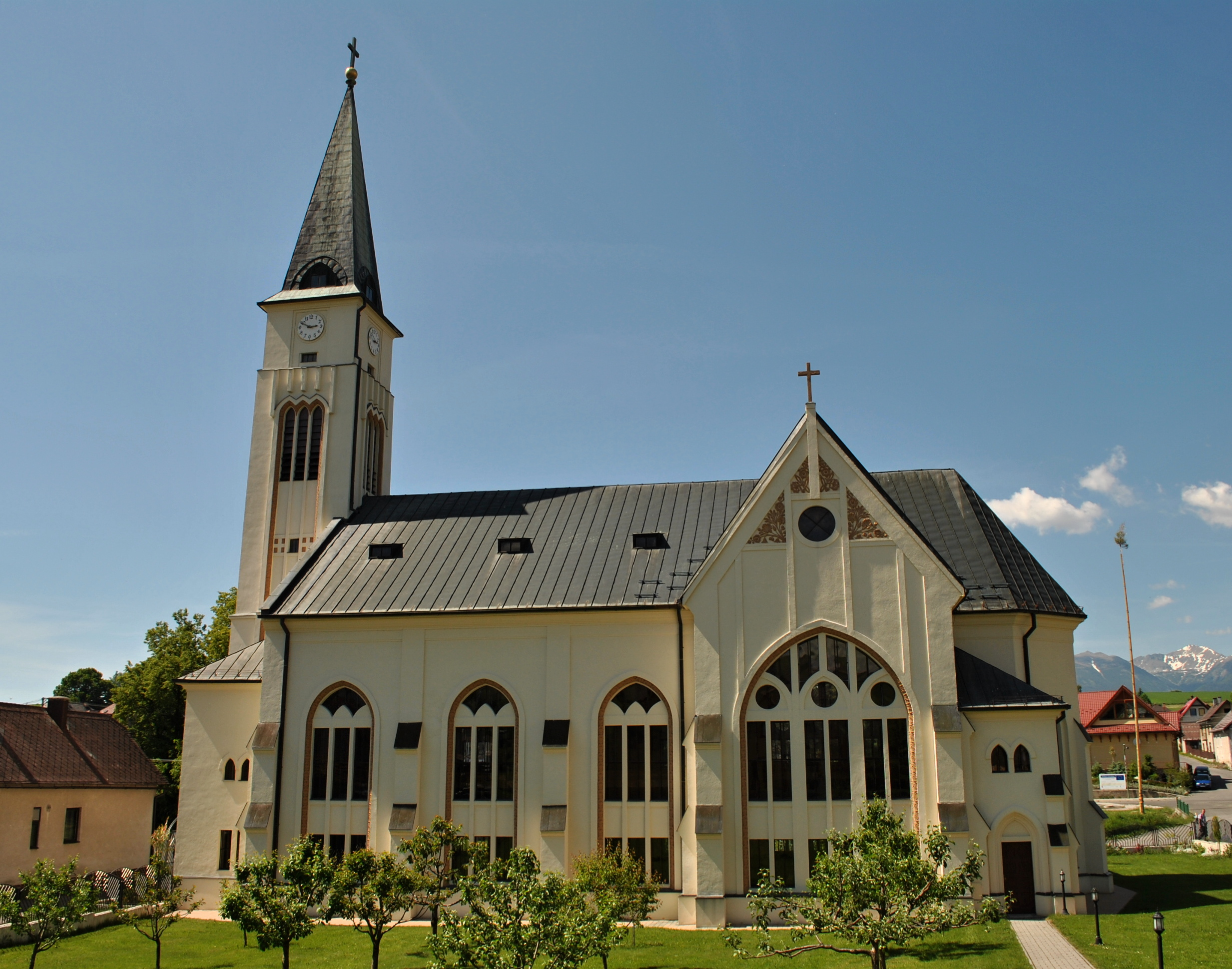
Evangelische Kirche

- römisch-katholische Stephanuskirche, eine ursprünglich gotische Kirche aus dem 15. Jahrhundert, die 1803 im klassizistischen Stil neu gestaltet wurde
- evangelische Kirche aus dem Jahr 1926–1927 nach einem Projekt des Architekten Milan Michal Harminc
- Volksarchitektur

## Kultur

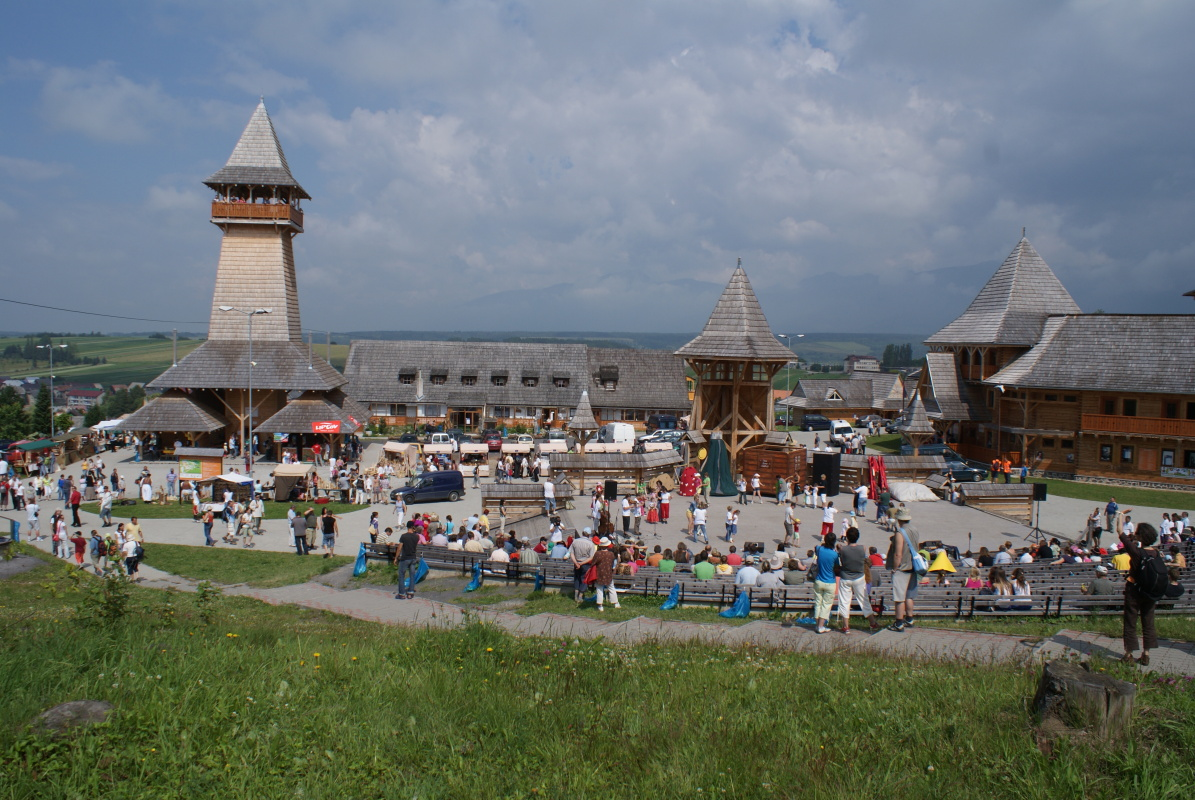
Areal des Folklorefestivals Východná

Seit dem Jahr 1954 wird im Ort jährlich am ersten Juliwochenende unter der Schirmherrschaft der CIOFF das Folklorefestival Východná (slowakisch Folklórny festival Východná) organisiert, eine Schau der slowakischen und ausländischen Volkskultur.

## Verkehr
Die Gemeinde liegt direkt an der Autobahn D1 (E 50) und besitzt eine eigene Autobahnausfahrt am km 297. Parallel zur Autobahn verläuft die Cesta I. triedy 18 („Straße 1. Ordnung“). Des Weiteren ist Východná mit dem Bus von Liptovský Mikuláš und Poprad oder über Fernbuslinien zu erreichen. Der Bahnhof an der Bahnstrecke Žilina-Košice liegt 3 km vom Ort entfernt.

## Söhne und Töchter der Gemeinde
- Zlata Hajdúková (1914–2002), slowakische Schauspielerin
- Ján Michalko (1947–2024), Skilangläufer